# Diospyros martabanica
Diospyros martabanica är en tvåhjärtbladig växtart som beskrevs av Charles Baron Clarke. Diospyros martabanica ingår i släktet Diospyros och familjen Ebenaceae.

## Underarter
Arten delas in i följande underarter:
- D. m. pellucidopunctata
- D. m. tonkinensis